# 184. strelska divizija (ZSSR)
184. strelska divizija (izvirno rusko 184. стрелковая дивизия; kratica 184. SD) je bila strelska divizija Rdeče armade v času druge svetovne vojne.